# خانه طایی
خانه طایی مربوط به دوره قاجار است و در بوشهر، خیابان ساحلی، پشت میراث فرهنگی، پلاک ۷۷ واقع شده و این اثر در تاریخ ۲ آبان ۱۳۸۲ با شمارهٔ ثبت ۱۰۴۹۰ به‌عنوان یکی از آثار ملی ایران به ثبت رسیده است.